# Marcel Le Roy
Pour les articles homonymes, voir Marcel Le Roy (homonymie) et Le Roy.
Marcel Le Roy, né le 26 octobre 1919 à Niort-la-Fontaine et mort le 21 avril 2020 à Lassay-les-Châteaux, est un aviculteur et résistant. Il est élu maire de Niort-la-Fontaine, et est conseiller général de la Mayenne pour le Canton de Lassay-les-Châteaux de 1962 à 1994 sous l'étiquette UNR puis UDR puis RPR. Il fut 3e vice-président du conseil général de la Mayenne de 1986 à 1994.

## Biographie
Il est originaire de Niort-la-Fontaine en Mayenne. Dès le début de la Seconde Guerre mondiale, il s'engage dans l'armée de l'air où il devient technicien supérieur de radio. À la suite de la défaite française, il tente et échoue en décembre 1940 à rejoindre l'Angleterre. Il se rend ensuite à Marseille, où il échoue à rejoindre la France libre.  Il est alors contacté par Jean Le Roux, premier et principal émetteur du Réseau Johnny.
En 1941, il entre dans le Réseau Johnny très actif en Bretagne comme opérateur radio, avec pour mission d'adresser des renseignements sur l'occupant. Le 16 février 1942, il est arrêté par des agents de la Gestapo dans la salle du Café du Finistère de Quimper. Il réussit une première évasion en s'échappant d'une dépendance de l'Hôtel Pascal, une deuxième Rue des Gentilshommes après avoir été interpellé dans la maison de la famille Gantier. Il est définitivement arrêté le 18 février 1942 à la ferme des Tourelles où il était caché, à la suite de la dénonciation du Capitaine de Gendarmerie Thomas.
Incarcéré d'abord à Angers, puis à Fresnes, torturé au siège de la Gestapo à Paris et au Fort de Romainville, il est déporté en juillet 1943 au camp de concentration de Natzweiler-Struthof, classé Nuit et brouillard, au Kommando d'Erzingen et à Dachau, où il est libéré le 30 avril 1945 à Allach par les soldats américains.
Marcel Le Roy s'est beaucoup et longtemps investi dans le Concours National de la Résistance et de la Déportation, en témoignant auprès des jeunes générations dans de nombreux établissements scolaires.
Au vu de ses services rendus il est titulaire de la Croix de Guerre avec Palme, de la médaille de la Résistance, des évadés, de la médaille commémorative des Services Volontaires dans la France Libre enregistré sous le numéro 19579. Il a été élevé au rang de Commandeur de la Légion d'Honneur, de Commandeur des Palmes Académiques. Marcel Le Roy était également assesseur du Comité National du Mémorial National de la Déportation du Struthof, Président du Cédar et membre de la délégation départementale de la France Libre.
Le 18 juin 2023, la commune de Lassay-les-Châteaux a souhaité rendre hommage à Marcel Le Roy, avec l’inauguration d’une plaque commémorative. La Grande Rue de la ville a ainsi été renommée Grande Rue Marcel Le Roy.

## Sources
- Revue de la France Libre, no 89, juin 1956.